# Face (professioneel worstelen)
De term face, ook wel babyface (Engelse uitspraak, mv: -s), duidt in het professioneel worstelen op een personage dat een heldenrol vertolkt. Een "face" wordt kayfabe uitgebeeld door een worstelaar met als primaire doel toegejuicht te worden door het publiek. Een "face" is de protagonist en de tegenhanger van een heel, de slechterik van een fictief verhaal. 

## Definitie
Een "face" wordt door een worstelpromotie bovenal ingezet als terugwerking tegen de acties die een "heel" (schurk) ten uitvoer brengt. Hij of zij gedraagt zich in de regel erg sympathiek en keurt elke vorm van onrecht af. Een worstelaar die zich als "face" gedraagt legt doorgaans een lange weg af naar succes, daar hij of zij aanhoudend gedwarsboomd wordt door een "heel". Een meerderheid van de verhaallijnen verloopt als zodanig en kan dus gepaard gaan met een veelheid aan valstrikken en andere duistere plannen beraamd door de "heel". 
Een Mexicaanse "face" uit de artistieke discipline lucha libre is herkenbaar aan de vaak technisch uitzonderlijke en spectaculaire bewegingen, dewelke meestal in de lucht worden uitgevoerd. Daarnaast dragen ze veelal kleurrijke kledij. Dit staat in schril contrast met de nogal obscure, zwarte aanblik van schurken. 

## Geschiedenis
Vanaf de tweede helft van de 20e eeuw werden reeds personages omschreven als "face". Zij streefden de regels strikt na en speelden nooit vals, dit in tegenstelling tot de "heel". Ook bevelen van de scheidsrechter volgde men lange tijd gewetensvol op. Deze elementen bleven door de jaren heen grotendeels overeind. Medio jaren negentig was echter een sterke verandering zichtbaar. Mede door de ontplooiing van het Attitude Era en het succes van de promotie World Championship Wrestling (WCW), waarbij men verhaallijnen en personages steeds explicieter en completer naar voor bracht, werd de rol van de "face" aanzienlijk uitgebouwd. Men voerde tevens de interactie met het publiek op, waardoor de stereotiepe "face" werd uitgebreid met geprononceerdere rollen als die van de antiheld en de beminnelijke verliezer. 

## Bekende voorbeelden

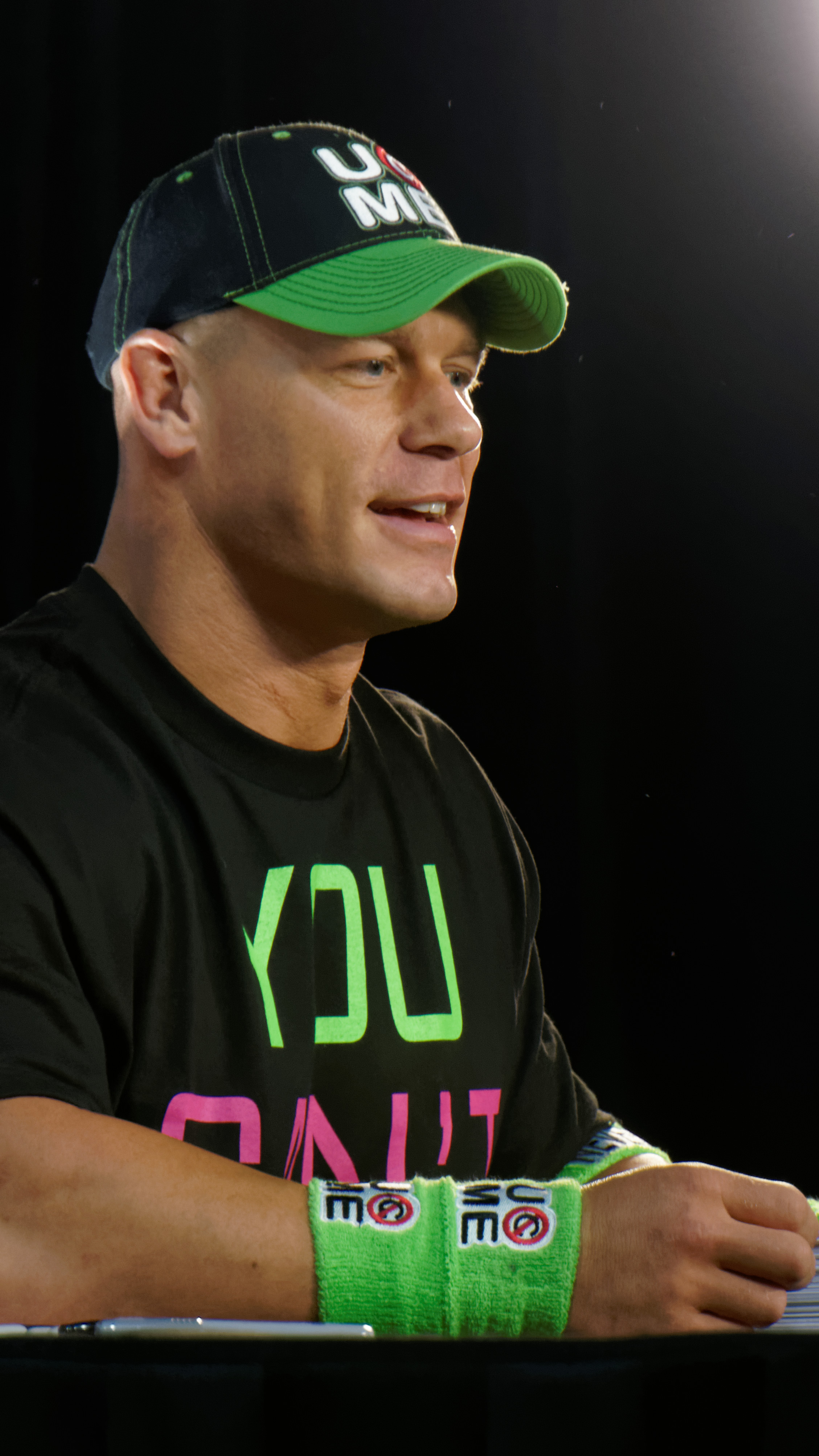
John Cena speelt al bijna zijn gehele carrière de rol van "face"

Het bekendste voorbeeld is wellicht Stone Cold Steve Austin. Hij is een traditionele "face" die de rol van antiheld speelde. Austins populariteit steeg omdat hij voortdurend fictief rebelleerde tegen Vince McMahon, de eigenaar van de World Wrestling Federation (WWF), en zich hierdoor steevast in de nesten werkte. Bret Hart stelde zich dan weer op als de "familieman". Hij was vaak te zien in het bijzijn van zijn familieleden. 
Een courant gebruikte aanpak om de rol van "face" weer te geven is het verbroederen met fans en kinderen. Zo werpt John Cena zijn kenmerkende T-shirts en pet in het publiek, maar sprong hij tijdens zijn beginjaren ook regelmatig in de menigte. Cena gaat dikwijls op de foto met een fan, zowel voor aanvang als na afloop van een wedstrijd. Rey Mysterio kust het replica-masker van een fan vooraleer hij naar de ring stapt als een vorm van bijgeloof. Bret Hart schonk zijn zonnebril elke keer aan een kind op de eerste rij. In het verleden passeerden verschillende worstelaars de revue die uitsluitend de rol van "face" opvoerden. Sommigen hebben ook daadwerkelijk de rol van "heel" op zich genomen, maar worden vooral geassocieerd met hun rol als "face". Hieronder een lijst bestaande uit enkele bekende "faces": 
| - John Cena - Stone Cold Steve Austin - The Ultimate Warrior - Kurt Angle - Hulk Hogan - Daniel Bryan - Dean Ambrose - Roman Reigns - Bret Hart - Rey Mysterio |